# Rhynchosia alluaudii
Rhynchosia alluaudii là một loài thực vật có hoa trong họ Đậu. Loài này được Sacleux miêu tả khoa học đầu tiên.